# Молла Ибрагим-Халил, алхимик, обладатель философского камня
«Молла Ибрагим-Халил, алхимик, обладатель философского камня» (азерб. Hekayəti-Molla İbrahim Xəlil kimyagər) — первая комедия азербайджанского писателя и драматурга Мирзы Фатали Ахундова, написанная в 1850 году на азербайджанском языке.
Как пишет Азиз Шариф, в комедии высмеяны любители лёгкой наживы — нухинские горожане, поверившие в силу алхимика. В то же время Шариф отмечает, что в комедии выведен и положительный образ — образ поэта Гаджи-Нури, считающего основой благополучия человека его личные способности и труд. Согласно Хамиду Альгару, в комедии вторичными целями сатиры являются дервиш и мулла, и Ахундов даёт понять, в этой игре, что он рассматривает религию как эквивалент суеверия. Альгар высказывает предположение, что прототипом поэта Гаджи Нури мог быть азербайджанский поэт Мирза Шафи Вазех. Яшар Караев и Фуад Касимзаде пишут, что созданием образа поэта Гаджи-Нури в художественном мире Ахундова «запечатлено и рождение светлых сил в обществе».